# Ede Poldini
Ede Poldini (auch Eduard Poldini, * 13. Juni 1869 in Pest; † 29. Juni 1957 in Vevey) war ein ungarischer Komponist.

## Leben und Werk
Ede Poldini war Schüler des Budapester Nationalkonservatoriums sowie von Eusebius Mandyczewski im Fach Musiktheorie und Julius Epstein im Fach Klavier in Wien.
Seit 1908 lebte Ede Poldini in Vevey. Er schrieb vier komische Opern (Der Vagabund und die Prinzessin, Budapest 1903; Die Karnevalshochzeit, Budapest 1924 und Love Adrift, London 1926), Märchenspiele und zahlreiche teils virtuose, teils instruktive Klavierstücke. Klavierstücke wie Arlequinades, Morceaux pittoresques, Images, Moments musicaux oder Marionnettes wurden sehr populär.
1935 erhielt er den Orden des Ungarischen Kreuzes. 1938 erhielt er den Ungarischen Pro Arte Preis.